# Alice D’Amato
Alice D’Amato (ur. 7 lutego 2003 w Genui) – włoska gimnastyczka, medalistka olimpijska z Paryża, brązowa medalistka mistrzostw świata i Europy, srebrna medalistka olimpijskiego festiwalu młodzieży Europy.